# كامفكشفادا 4
كامفجويشويتر 4 "General Wever" (KG 4) (جناح مقاتل 4) كان جناح قاذفات قنابل للوفتفافه خلال الحرب العالمية الثانية. تم تشكيل الوحدة في مايو 1939. قامت الوحدة بتشغيل قاذفات قنابل دورنير دو 17 ويونكرز يو 88 وهنيكل إتش إي 111، مع خدمة لاحقة على قاذفات القنابل الثقيلة هاينكل هي 177. سُمي الجناح على اسم الجنرال والتر فيفر، المؤيد الرئيسي لقدرات القصف الإستراتيجي للوفتفافه ما قبل الحرب، الذي قتل في حادث طائرة عام 1936.

## التاريخ
تم تشكيل Stab / KG 4 وI./KG 4 في 1 مايو 1939 في إرفورت وتم تجهيزها في البداية بـ هي111 Ps، أستعيرت من KG 253. أمضت الوحدة معظم وقتها في التدريب الصيفي وتجنيد موظفين من مدارس الطيران.

## التاريخ العملياتي

### غزو بولندا
في 25 أغسطس تم نقل الوحدة إلى لانغناو تحت قيادة لوفتفلوت 4. بدأت الحملة البولندية بمهاجمة المطارات وساحات السكك الحديدية. تم سحب شتاب/ كيه جي 4 في 20 سبتمبر. هاجمت I./KG 4 المطارات في دوبلن وكراكوف في 1 سبتمبر ومرة أخرى في 2 سبتمبر. من 3 إلى 6 سبتمبر تعرضت أهداف السكك الحديدية في شرق بولندا للهجوم، وبين 6 و9 سبتمبر تم قصف الجسور على طول نهر فيستولا وفي وارسو نفسها. من 6-14 سبتمبر تم قصف أهداف السكك الحديدية مرة أخرى. أصبح تركيز القوات الأهداف الرئيسية بعد ذلك حتى استسلام بولندا.  II. / KG 4 يدعم أيضًا الجيش العاشر فوق Kutno في منتصف سبتمبر. بعد الحملة، بدأت الوحدة في التدريب على الطيران الليلي وبدأت في زرع الألغام على الساحل النرويجي في يناير 1940، استعدادًا للحملة النرويجية . III. / KG 4 شارك في معركة البزورة حيث تم محاصرة وتدمير الجيش البولندي (إلى حد كبير من قبل لوفتفافه). 

### معركة بريطانيا

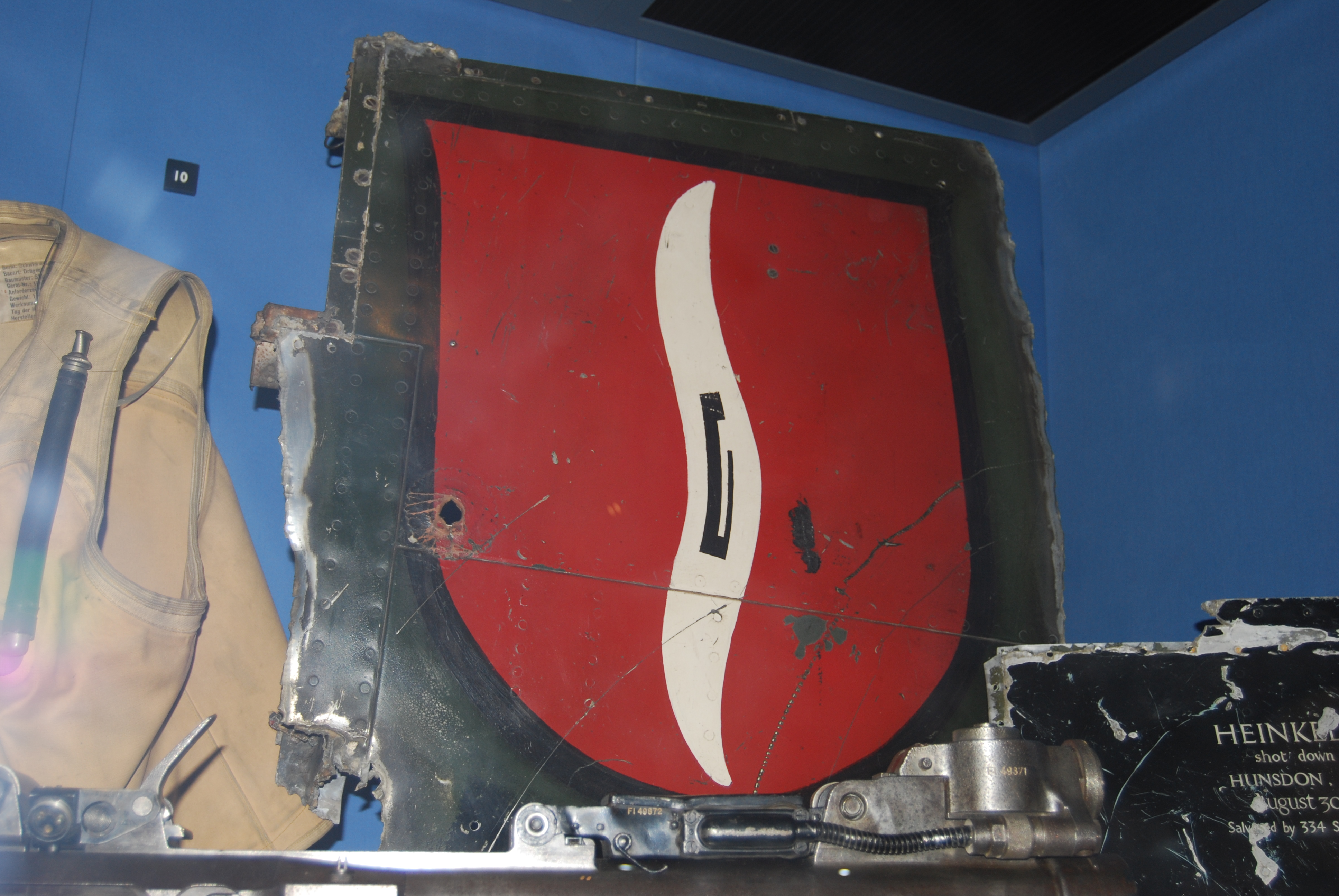
بقايا طائرة هينيكل 111 لKampfgeschwader 4 أسقطت خلال معركة بريطانيا على، إنجلترا، 30 أغسطس 1940.

قبل انتهاء الحملة الفرنسية، ضربت KG 4 الموانئ والأهداف البريطانية في ويلز. في ليلة 18/19 يونيو، خسرت KG 4 ستة طائرات دو 17s و111s، بما في ذلك الرائد ديتريش فون ماسينباخ، كوماندور II. / KG 4، الذي أسقط على نورفولك. 

## قائمة المراجع
- Bergström, Christer (2015). The Battle of Britain: An Epic Conflict Revisited. Casemate: Oxford. (ردمك 978-1612-00347-4)رقم الكتاب المعياري الدولي 978-1612-00347-4.
- Bergström, Christer (2007c). Kursk – The Air Battle: July 1943. London: Chevron/Ian Allan. (ردمك 978-1-903223-88-8)رقم الكتاب المعياري الدولي 978-1-903223-88-8..
- Bergström, Christer (2007b). Stalingrad – The Air Battle: 1942 through January 1943. Chevron Publishing Limited. (ردمك 978-1-85780-276-4)رقم الكتاب المعياري الدولي 978-1-85780-276-4.
- Bergström, Christer (2007a). Barbarossa – The Air Battle: July–December 1941. London: Chevron/Ian Allan. (ردمك 978-1-85780-270-2)رقم الكتاب المعياري الدولي 978-1-85780-270-2.
- Bergström, Christer; Mikhailov, Andrey (2001). Black Cross / Red Star Air War Over the Eastern Front, Volume II, Resurgence January–June 1942. Pacifica, California: Pacifica Military History. (ردمك 978-0-935553-51-2)رقم الكتاب المعياري الدولي 978-0-935553-51-2.
- Bergström, Christer (2008), Bagration to Berlin – The Final Air Battles in the East: 1944–1945, Ian Allan, (ردمك 978-1-903223-91-8)
- Brookes, Andrew. Air War Over Russia. Ian Allan Publishing. 2003. (ردمك 978-0-7110-2890-6)رقم الكتاب المعياري الدولي 978-0-7110-2890-6
- de Zeng, H.L; Stankey, D.G; Creek, E.J. Bomber Units of the Luftwaffe 1933–1945; A Reference Source, Volume 1. Ian Allan Publishing, 2007. (ردمك 978-1-85780-279-5)رقم الكتاب المعياري الدولي 978-1-85780-279-5
- Echternkamp, Jörg (2014). Germany and the Second World War Volume IX/II: German Wartime Society 1939–1945: Exploitation, Interpretations, Exclusion. Oxford OUP. (ردمك 978-0199542963)رقم الكتاب المعياري الدولي 978-0199542963
- Goss, Chris. (2000a). Luftwaffe Fighters and Bombers: The Battle of Britain. Stackpole, London. (ردمك 978-0-81170-749-7)رقم الكتاب المعياري الدولي 978-0-81170-749-7
- Goss, Chris. (2000b). The Luftwaffe Bombers' Battle of Britain. Crecy, Manchester. (ردمك 0-947554-82-3)رقم الكتاب المعياري الدولي 0-947554-82-3
- Goss, Chris. (2010). The Luftwaffe's Blitz: The Inside Story, November 1940 – May 1941. Crecy, Manchester. (ردمك 978-0-85979-148-9)رقم الكتاب المعياري الدولي 978-0-85979-148-9
- Hayward, Joel S.A (1998). Stopped At Stalingrad. University of Kansas; Lawrence. (ردمك 978-0-7006-1146-1)رقم الكتاب المعياري الدولي 978-0-7006-1146-1
- Hooton, E.R. (1994). Phoenix Triumphant: The Rise and Rise of the Luftwaffe. Arms & Armour, (ردمك 1854091816).
- Hooton, E.R. (1997). Eagle in Flames: The Fall of the Luftwaffe. Arms & Armour Press. (ردمك 1-86019-995-X)رقم الكتاب المعياري الدولي 1-86019-995-X
- Hooton, E. R (2007a). Luftwaffe at War: Gathering Storm 1933–1939 Classic Publications. (ردمك 1903223717)رقم الكتاب المعياري الدولي 1903223717.
- Hooton, E. R (2007b). Luftwaffe at War; Blitzkrieg in the West. London: Chevron/Ian Allan. (ردمك 978-1-85780-272-6)رقم الكتاب المعياري الدولي 978-1-85780-272-6.
- Hooton, E.R. (2016). War over the Steppes: The air campaigns on the Eastern Front 1941–45. Osprey Publishing. (ردمك 1472815629)رقم الكتاب المعياري الدولي 1472815629
- Jackson, Robert. Air War Over France, 1939–1940. Ian Allan, London. 1974. (ردمك 0-7110-0510-9)رقم الكتاب المعياري الدولي 0-7110-0510-9
- James, T.C.G and Cox, Sebastian. The Battle of Britain. Frank Cass, London. 2000. (ردمك 978-0-7146-8149-8)رقم الكتاب المعياري الدولي 978-0-7146-8149-8
- Mackay, Ron (2003). Heinkel He 111 Ramsbury, Marlborough, Wiltshire, UK: Crowood Press. (ردمك 1-86126-576-X)رقم الكتاب المعياري الدولي 1-86126-576-X.
- Mason, Francis (1969). Battle Over Britain. McWhirter Twins, London. (ردمك 978-0-901928-00-9)رقم الكتاب المعياري الدولي 978-0-901928-00-9
- Muller, Richard (1992). The German Air War in Russia. Nautical & Aviation Publishing. Baltimore, Maryland. (ردمك 1-877853-13-5)رقم الكتاب المعياري الدولي 1-877853-13-5
- Parker, Nigel (2013). Luftwaffe Crash Archive: Volume 1: A Documentary History of Every Enemy Aircraft Brought Down Over the United Kingdom, September 1939 – 14 August 1940. Red Kite, London. (ردمك 978-1906592097)رقم الكتاب المعياري الدولي 978-1906592097